# 7240 Hasebe
7240 Hasebe este un asteroid din centura principală, descoperit pe 19 decembrie 1989, de Yoshikane Mizuno și Toshimasa Furuta.